# أبو الفضل بدران بن المقلد
أبو الفضل بدران بن المقلد بن المسيب العقيلي (ت. 425هـ) كان أحد أمراء آل المُسيب في الدَّولة العُقيلية وهو حاكم نصيبين من 421هـ حتى وفاته في 425هـ والده هو الأمير المُقلَّد حُسام الدَّولة وأخوه هو الأمير قرواش مُعتمد الدَّولة.
تولَّى بدران وأبناؤه من بعده الحكم في نصيبين، بعد أن استلمها من نصير الدولة ابن مروان نتيجة النزاع الذي حصل بينه وبين الأمير قرواش إذ اضطر ابن مروان التنازل عن نصيبين فتولاها أبو الفضل بدران وما زال يحكمها حتى وفاته سنة 425هـ فخلفه في أمرها ولـده عمرو بن بدران.

## نسبه
هو أبو الفضل بَدْرَان بن حُسام الدَولَة المُقَلَّد بن المُسَيَّب بن رَافِع بن المُقَلَّد الأَكْبَر بن جَعفَر بن عَمرو بن المَهيَا بن عَبد الرَحمن بن يزِيد بن عَبد الله بن زَيد بن قَيس بن حُوثَة بن طَهقَة بن رُبَيعَة بن حُزْن بن عُبَادَة بن عُقَيل بن كَعَب بن رَبِيعَة بن عَامِر بن صَعصَعَة بن مُعَاوِيَة بن بَكر بن هَوَازِن بن مَنصُور بن عِكرَمَة بن خَصفَة بن قَيس عَيلَان بن مُضَر بن نِزَار بن مَعَد بن عَدنَان.

## نزاعه ثم صُلحه مع أبي المنيع
نازع أبو الفضل بدران أخاه أبو المنيع قرواش بن المقلد بعد تسلم قرواش مقاليد السُلطة، فطالب بدران بالإمارة واستمر الخلاف بينهما قائمًا حتى تم الصلح بينهما بعد أن ساءت العلاقات بين قرواش ونصير الدولة بن مروان وهو والي نصيبين حول صداق ابنة قرواش وهي زوجة نصير الدولة. حتى كادت الحرب تنشب بينهما إلى أن اصطلحا على أن يتولى بدران حكم نصيبين بدلًا من نصير الدولة وأن يدفع الأخير صداق ابنة قرواش بمبلغ قدره خمسة عشر ألف دينار.

## حربه ثم صلحه مع قرواش
في سنة 417 هـ، انضم بدران إلى نجدة الدولة بن قراد ورافع بن الحسين، وجمعوا عشائرهم، منهم قبائل عقيل، وساروا نحو الموصل لقتال أخيه قرواش. وكان ذلك بعد أن لجأ الأثير عنبر إلى قرواش قادمًا من بغداد، واستعاد قرواش بذلك ملكه وأقطاعه في العراق.
بلغ خبر المسير إلى قرواش، فاستعد هو والأثير وغريب بن معن، وتلقوا دعمًا من ابن مروان، فاجتمع في صفهم نحو ثلاثة عشر ألف مقاتل. التقى الجمعان عند بلد، ووقعت معركة شديدة، ثبت فيها الطرفان، واشتد القتال وسفك الدم.
وفي خضم المعركة، قام بدران بخطوة جميلة، فتقدم نحو أخيه قرواش، واحتضنه وصالحه، مما أدى إلى إنهاء القتال وعودة الوفاق بين الطرفين، وأعاد بدران إلى أخيه مدينة نصيبين.

## حصاره نصيبين
في جمادى الأولى سنة 419 هـ، قاد بدرا حملة من مقاتلي بني عقيل والعرب نحو مدينة نصيبين، التي كانت تحت حكم نصر الدولة بن مروان، فحاصرها. خرج عسكر نصر الدولة للدفاع عنها، فهزمهم بدران، وقُتل عدد من أهل المدينة ومن أفراد الجيش المدافع عنها.
ردًا على ذلك، أرسل نصر الدولة جيشًا ثانيًا لإمداد نصيبين، فبعث بدران جيشًا للقائهم، فاشتبكوا معهم وانتصر عليهم، وقتل معظمهم. أدى ذلك إلى قلق نصر الدولة، فسير حملة ثالثة قوامها نحو ثلاثة آلاف فارس، دخلوا نصيبين ثم خرجوا منها لمواجهة بدران. دارت معركة شديدة، وانهزم بدران أولًا بعد اشتباك عنيف عند منتصف النهار، إلا أنه التفت بجنده مجددًا، فباغت قوات نصر الدولة، فأوقع فيهم القتل والأسر وغنم الأموال، وعاد جيش نصر الدولة منهزمًا إلى المدينة.
عقب ذلك اندلع قتال جديد بين الطرفين داخل نصيبين، وكان القتال متكافئًا. لكن حين بلغ بدران نبأ وصول أخيه قرواش إلى الموصل، غادر نصيبين خشية الاصطدام به، نظرًا لما كان بين الأخوين من خلاف.

## انتقال الحكم إلى أبنائه
في سنة 442هـ قام أبو كامل بركة بن المقلد بعزل معتمد الدولة قرواش وتولى إمارة البلاد وحمل لقب زعيم الدولة وبعد مماته سنة 443هـ تم الإجماع على تأمير أبي المعالي قريش وهو ابن بدران بن المقلد فخلفه ابناؤه وأحفاده حتى انهيار الدولة العقيلية في سنة 489 هـ الموافقة 1096م.